# 다쿠히산

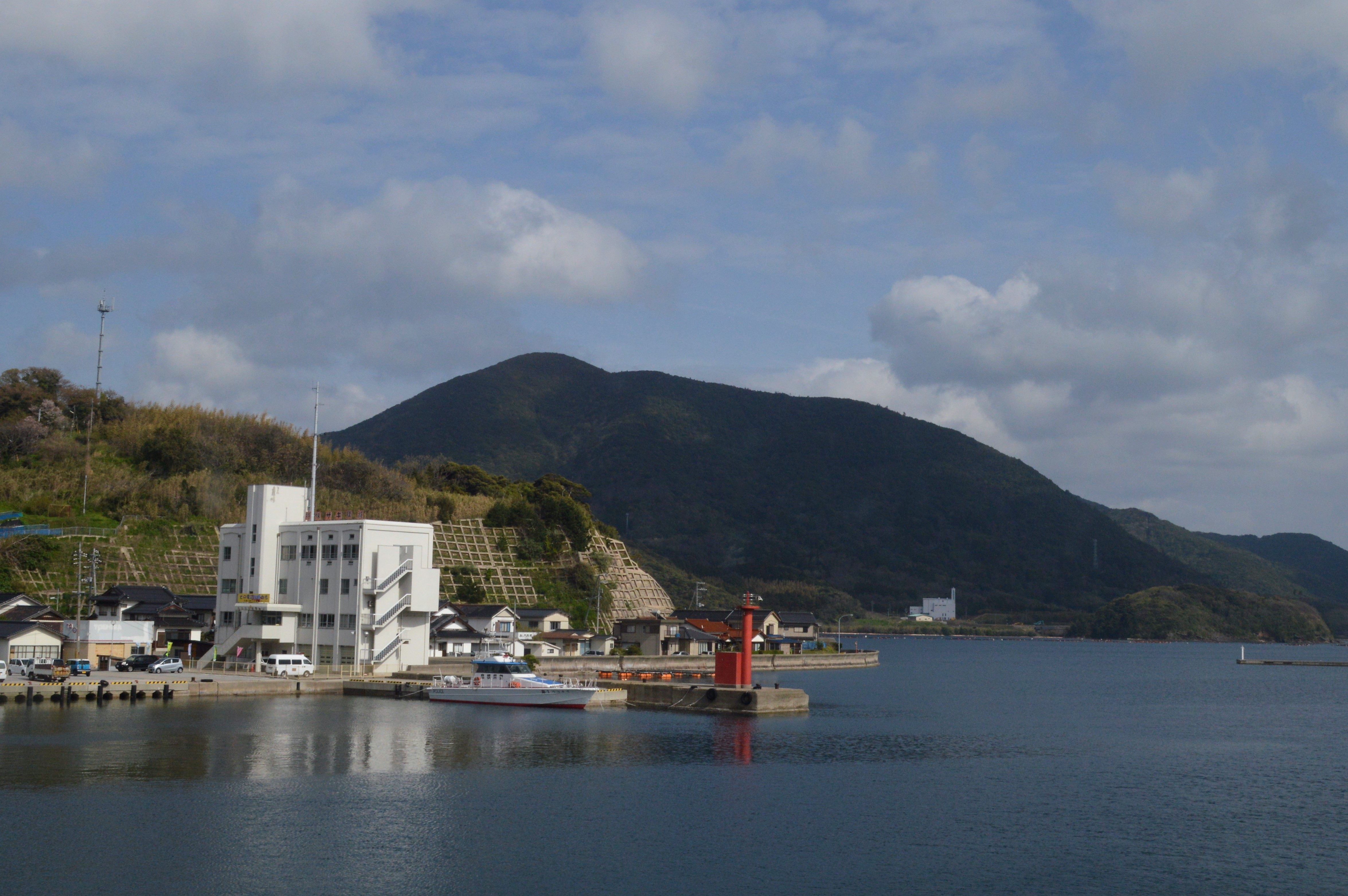
우라고에서 바라본 다쿠히산 전경.

다쿠히산(일본어: 焼火山)은 시마네현 오키군 니시노시마정에 위치한 산이다. 그러나 이 산은 니시노시마정의 최고봉으로 알려져 왔으며, 해발 고도는 약 451.7 m이다.

## 개요
이 산이 니시노시마정에서 가장 높은 산으로, 산 정상에서 바다와 니시노시마정의 시가지를 쉽게 바라볼 수 있는 곳이다. 또한 산 정상에 자리잡은 다쿠히 신사는 일본의 중요문화재로 지정되어 있는 것으로 전한다. 그 외에도 시마네현과 돗토리현을 거점으로 하는 지역 방송사들과 NHK의 송신탑 등도 이곳에 설치되어 있다. 또한 다이만지산과 함께 오키 제도에서 몇 안되는 유명한 산이기도 하다.